# SingStar ABBA
SingStar ABBA è un videogioco musicale, sviluppato esclusivamente per PlayStation 3 e PlayStation 2 dallo studio londinese, SCE London Studio. Il gioco ha il supporto dei trofei e nel disco sono presenti tutti i successi degli ABBA.

## Tracce presenti nel gioco[1]
- “Chiquitita”
- “Dancing Queen”
- “Does Your Mother Know”
- “Fernando”
- “Gimme! Gimme! Gimme! (A Man After Midnight)”
- “Happy New Year” (Esclusivo PS3)
- “Head Over Heels” (Esclusivo PS3)
- “I Do, I Do, I Do, I Do, I Do”
- “Knowing Me, Knowing You”
- “Mamma Mia”
- “Money, Money, Money”
- “One Of Us”
- “Ring Ring”
- “SOS”
- “Summer Night City”
- “Super Trouper”
- “Take A Chance On Me”
- “Thank You For The Music”
- “The Day Before You Came” (Esclusivo PS3)
- “The Name Of The Game”
- “The Winner Takes It All”
- “Under Attack” (Esclusivo PS3)
- “Voulez-Vous”
- “Waterloo”
- “When All Is Said And Done” (Esclusivo PS3)